# Feel Again
Feel Again è un singolo del gruppo musicale statunitense OneRepublic, pubblicato il 27 agosto 2012 come primo estratto dal terzo album in studio Native.

## Descrizione
Il brano è stato scritto da Ryan Tedder, Brent Kutzle, Drew Brown e Noel Zancanella, mentre la produzione è stata gestita da Tedder e Zancanella.
Inizialmente pubblicato come singolo promozionale, il brano ha iniziato a ricevere airplay radio negli Stati Uniti il 22 agosto 2012, mentre è stato pubblicato per il download digitale il 27 agosto successivo.
Una parte dei proventi delle vendite del singolo sono stati devoluti a Save the Children, campagna per sostenere la formazione di operatori sanitari di prima linea in tutto il mondo.
Il beat della canzone include veri battiti cardiaci.

## Critiche
La canzone ha ricevuto favorevoli accoglienze da parte dei critici della musica, chiarendo che la band si evolve di più sulla pista pop. Sam Wilbur di AOL Radio ha detto che il pezzo è piacevole sia per la presenza del battito delle mani sia per il giusto coro.
Molti critici della musica hanno affermato che il nuovo singolo dei OneRepublic ricorda molto il singolo Dog Days Are Over dei Florence + The Machine.

## Esibizioni dal vivo
La canzone è stata eseguita per la prima volta al Good Morning America il 10 agosto 2012.

## Video musicale
Il videoclip, presentato in anteprima su Vevo il 28 agosto 2012, è stato girato in una foresta di sequoie nei pressi di San Francisco, California dal 31 luglio 2012 al 2 agosto 2012.
Il video inizia con Ryan Tedder che cammina su un terreno alberato di fronte a un bel tramonto nella zona baia di San Francisco. Egli si china per raccogliere una palla incandescente gialla. Vede poi ciò che sembra essere una stringa di luci gialle. In seguito si ha un'alternanza di scatti della band a stringhe di luci in background, mentre diverse persone ballano al ritmo della musica. La sequenza finale mostra una veduta aerea della foresta, col sole nascente.

## Tracce
Promo - CD-Single Interscope - (UMG)
1. Feel Again – 3:05
2. Feel Again (Radio Edit) – 2:56

## Formazione
- Ryan Tedder – voce
- Zach Filkins – chitarra, cori
- Drew Brown – chitarra, cori
- Brent Kutzle – basso, cori
- Eddie Fisher – batteria

Altri musicisti
- Brian Willett – tastiera

## Classifiche
| Classifica (2012)                | Posizione più alta |
| -------------------------------- | ------------------ |
| Austria                          | 19                 |
| Belgio (Fiandre)                 | 17                 |
| Canada                           | 59                 |
| Germania                         | 9                  |
| Lussemburgo                      | 7                  |
| Polonia                          | 58                 |
| Slovacchia                       | 35                 |
| Svizzera                         | 34                 |
| Stati Uniti                      | 36                 |
| Stati Uniti (Adult Contemporary) | 27                 |
| Stati Uniti (Adult Pop)          | 8                  |
| Stati Uniti (Digitale)           | 22                 |
| Stati Uniti (Pop)                | 19                 |
| Stati Uniti (Radio)              | 18                 |